# Chorizopes khedaensis
Chorizopes khedaensis – gatunek pająka z rodziny krzyżakowatych.
Gatunek ten opisany został po raz pierwszy w 1993 roku przez T.S. Reddy’ego i B.H. Patela na łamach czasopisma „Entomon”. Jako miejsce typowe wskazano południowe okolice Navagam w dystrykcie Kheda w Gudźaracie w Indiach. Epitet gatunkowy pochodzi od lokalizacji typowej.
Pająk ten osiąga 4,05 mm długości ciała przy karapaksie długości 1,48 mm i szerokości 1,32 mm oraz opistosomie (odwłoku) długości 2,88 mm i szerokości 2,28 mm. Ubarwienie niemal całego ciała jest czarne. Karapaks ma silnie wyniesioną część głowową zaopatrzoną w ośmioro oczu rozmieszczonych w dwóch szeregach. Oczy pary przednio-bocznej leżą bardziej z tyłu niż przednio-środkowej, a tylno-bocznej nieco bardziej z przodu niż tylno-środkowej. Oczy par środkowych rozmieszczone są na planie szerszego niż dłuższego czworokąta. Przysadziste, rude szczękoczułki mają po trzy zęby na krawędziach przedniej i tylnej. Szersza niż dłuższa warga dolna jest rudobrązowa z jaśniejszą krawędzią zewnętrzną. Szczęki są szerokie, rudobrązowe. Sercowate ze spiczastym tyłem sternum jest również rudobrązowo ubarwione. Na czarniawych odnóżach widnieją żółtawe obrączkowania. Opistosoma jest czarna z kredowobiałymi łatkami, szaro owłosiona. Płytka płciowa samicy odznacza się tęgim, zaokrąglonym trzonkiem.
Pajęczak orientalny, endemiczny dla Indii, znany tylko ze stanu Gudźarat.